# Orlando Rampolli
Orlando Rampolli, noto con il nome di battaglia Teo (Sesto Imolese, ... – Imola, 1967), è stato un partigiano italiano.

## Biografia
Membro della 36ª Brigata Garibaldi "Alessandro Bianconcini", fu uno dei protagonisti della storica battaglia di Ca' di Guzzo.
Nella seconda metà del 1948, a seguito dell'emissione nei suoi confronti di un mandato di cattura per l’omicidio del sarto Giulio Cavulli, espatriò clandestinamente in Cecoslovacchia, dove visse fino al 1953 col nome falso di Arturo Mantovani, per fare poi ritorno a Imola nel 1953.
Morì suicida nel 1967, sparandosi un colpo di fucile dopo che gli era stato diagnosticato un tumore.
A Teo è dedicato il libro di Vitaliano Ravagli e Wu Ming Asce di guerra.